# Berno från Reichenau
Berno från Reichenau, död 1048 var en abbot i klostret Reichenau, verksam som musikteoretiker, kompositör och författare av rimofficier, hymner, troper och sekvenser.
Som teoretiker anvisade Berno från Reichenau metoder att i skrift undvika tonerna ess och fiss, vilka av dåtida teoretiker ansågs som skalfrämmande och "falska" toner i kyrkomusik.